# Geoff Dyer
Pour les articles homonymes, voir Dyer.
 (juin 2024).
Si vous disposez d'ouvrages ou d'articles de référence ou si vous connaissez des sites web de qualité traitant du thème abordé ici, merci de compléter l'article en donnant les références utiles à sa vérifiabilité et en les liant à la section « Notes et références ».
Œuvres principales
But Beautiful: A Book About Jazz
Compléments
Royal Society of Literature, Académie américaine des arts et des sciences
Geoff Dyer, né le 5 juin 1958 à Cheltenham, est un écrivain britannique.

## Biographie
Geoff Dyer est né en 1958 et est le fils d'un père tôlier et d'une cantinière en milieu scolaire, il obtient une bourse pour étudier l'anglais au Corpus Christi College de l'Université d'Oxford. Une fois ses études terminées, il part pour l'Amérique.
Après son mariage avec Rebecca Wilson, il devient conservateur en chef chez Saatchi Art de Los Angeles. Il fait paraître en 1987 un essai critique sur l'œuvre de l'écrivain John Berger, puis donne un roman, La Couleur du souvenir (The Colour of Memory) en 1989 qui rencontre un beau succès, tout comme Voir Venise, mourir à Varanas (Jeff in Venice, Death in Varanasi), paru en 2000.
Il reçoit le prix Somerset-Maugham en 1992 pour son essai sur le jazz intitulé en français Jazz impro (But Beautiful: A Book About Jazz) et le National Book Critics Circle Award en 2011 pour le recueil d'essais et de critiques Otherwise Known as the Human Condition.
En mars 2014, il révèle avoir été victime plus tôt dans l'année d'un accident vasculaire cérébral mineur, peu de temps après avoir déménagé à Venice, un quartier de Los Angeles, en Californie.
Il est membre de la Royal Society of Literature depuis 2005.

## Œuvre

### Romans
- The Colour of Memory (1989) Publié en français sous le titre La Couleur du souvenir, traduit par Rémy Lambrechts, Paris, Éditions Joëlle Losfeld, 1996, 304 p.  (ISBN 2-909906-66-3)
- The Search (1993)
- Paris Trance (1998)
- Jeff in Venice, Death in Varanasi (2009) Publié en français sous le titre Voir Venise, mourir à Varanas, traduit par Isabelle D. Philippe, Paris, Éditions Denoël, coll. « Denoël & d'ailleurs », 2011, 392 p.  (ISBN 978-2-207-26131-6)

### Essais
- Ways of Telling: Work of John Berger (1987)
- But Beautiful: A Book About Jazz (1991) Publié en français sous le titre Jazz impro, traduit par Rémy Lambrechts, Paris, Éditions 10/18, coll. « Musiques & cie », 2002, 237 p.  (ISBN 2-264-03084-4). Prix du Livre de Jazz en 1995.
- The Missing of the Somme (1994)
- Out of Sheer Rage: In the Shadow of D. H. Lawrence (1997) (titre de l'édition américaine : Out of Sheer Rage: Wrestling with D.H. Lawrence)
- Anglo-English Attitudes: Essays, Reviews, Misadventures, 1984-98 (1999)
- Yoga for People Who Can't Be Bothered to Do It (2003)
- The Ongoing Moment (2005)
- Working the Room: Essays and Reviews: 1999-2009 (2010)
- Otherwise Known as the Human Condition: Selected Essays and Reviews (2011)
- Zona: A Book About a Film About a Journey to a Room (2012)
- Another Great Day at Sea: Life Aboard the USS George H.W. Bush (2014)
- White Sands. Experience from the Outside World (2016)Publié en français sous le titre Ici pour aller ailleurs, traduit par Pierre Demartry, Éditions du sous-sol, 2020
- The Last Days of Roger Federer: And Other Endings (2022)[1]